# Seenotrettungsstation Cuxhaven
Die Seenotrettungsstation Cuxhaven ist eine wichtige Station der Deutschen Gesellschaft zur Rettung Schiffbrüchiger (DGzRS) an der Mündung der Elbe. Wegen der stark befahrenen Großschifffahrtsstraße hat die Gesellschaft in Cuxhaven stets die leistungsfähigsten Einheiten stationiert. Ein erstes Motorrettungsboot kam im Jahr 1914 zur Station und seit 1958 liegt dort einer der modernen Seenotrettungskreuzer.

## Aktuelle Rettungseinheit
Seit Juni 2017 liegt im Fährhafen an der Elbe der neu gebaute Seenotrettungskreuzer ANNELIESE KRAMER, dem dritten Kreuzer der 28-Meter-Klasse. Nach seinem Bau auf der Fassmer-Werft in Berne war das Schiff ausgiebig auf der Unter- und Außenweser getestet worden, bevor es nach Cuxhaven verlegt und am 11. Juni 2017 dort getauft wurde. Eine  verstorbene Förderin hatte die Seenotretter großzügig in ihrem Nachlass bedacht und damit den Bau ermöglicht. Das Tochterboot erhielt bei der Zeremonie den Namen MATHIAS.
Nach mehr als 30 Jahren im Einsatz vor Cuxhaven konnte mit der Neustationierung die Vorgängerin HERMANN HELMS aus dem Dienst bei der DGzRS ausscheiden und wurde anschließend nach Uruguay verkauft.

## Alarmierung
Der Seenotkreuzer wird wie seine Vorgänger durch eine fest angestellte Besatzung geführt und ist rund um die Uhr einsatzbereit. Die diensthabenden vier Seenotrettern leben permanent auf dem Kreuzer und werden alle zwei Wochen abgelöst. Insgesamt stehen neun hauptamtliche Kräfte zur Verfügung, die bei Bedarf von Freiwilligen unterstützt werden. Während der Dienstzeit wird laufend der Schiffsfunk mitgehört, um im Notfall sofort auslaufen zu können. Die Alarmierung erfolgt ansonsten durch die Zentrale der DGzRS in Bremen, wo die Seenotleitung Bremen (MRCC Bremen) ständig alle Alarmierungswege für die Seenotrettung überwacht.

## Einsatzgebiet
Das Revier der Seenotretter reicht bis weit hinaus in die Nordsee, wo es bis weit ins 20. Jahrhundert regelmäßig zu Strandungen an den gefährlichen Untiefen von Scharhörnriff und Großer Vogelsand kam. Aus dem Mahlsand der Nordsee konnten die Schiffe oft nicht mehr befreit werden. Der starke Schiffsverkehr besteht vielfach aus großen Frachtern und Containerschiffen von und nach Hamburg oder dem Nord-Ostsee-Kanal. Daneben steuern große Kreuzfahrtschiffe das Terminal in Hamburg an oder wollen Ziele in der Ostsee erreichen. Cuxhaven selber hat einen bedeutenden Hafen, der die größte deutsche Fischereiflotte beherbergt. Daneben passieren viele Freizeitkapitäne mit ihren Motor- und  Segelbooten die Kugelbake am Übergang zum Wattenmeer.
Trotz Lotsenpflicht und Überwachung durch die Verkehrszentrale in Cuxhaven kann es zu gefährlichen Begegnungen kommen. Entsprechend weit gefächert ist das Einsatzspektrum der Retter aus Cuxhaven: von Hilfeleistungen bei Wassereinbruch oder Motorschaden bei Fischkuttern etc. über SAR-Einsätze für gekenterte Segler bis zur Übernahme von erkrankten oder verletzten Personen von passierenden Schiffen. Für medizinische Notfälle wird Fachpersonal des Offshore-Notfall-Reaktionsteams (ORT) der Berufsfeuerwehr Cuxhaven mit an Bord genommen.
Bei größeren Einsätzen im Revier erfolgt die gegenseitige Unterstützung der Boote von den Nachbarstationen:
- Kreuzer der Seenotrettungsstation Deutsche Bucht/Helgoland
- Boot der Seenotrettungsstation Brunsbüttel
- Kreuzer der Seenotrettungsstation Büsum

Alle 14 Tage kommt der große Seenotkreuzer der Nordsee HERMANN MARWEDE von Helgoland nach Cuxhaven zum Wachwechsel der Besatzung. Dabei werden Proviant, Treibstoff und sonstiges Material gebunkert.

## Stationierte Rettungseinheiten
| Stationierung von Motorrettungsbooten    |                      |          |                   |                            |         |                |                              |
| Zeitraum                                 | Schiffsname          | Reg.-Nr. | Länge oder Klasse | Anz. Motoren ges. Leistung | Geschw. | vorige Station | Verlegung nach oder Verbleib |
| 1913 → 1917 1923 → 1942                  | FERDINAND LAEISZ     | KRD 410  | 11,0 Meter        | 1 → 28 PS ab 1936 50 PS    | 8,0 kn  | Neubau         | → Kriegseinsatz              |
| 1931                                     | AUGUST NEBELTHAU (I) | KRD 417  | 15,0 Meter        | 1 → 75 PS                  | 8,5 kn  | List           | → Borkum                     |
| 1932 → 1940                              | RICHARD C. KROGMANN  | KRD 425  | 17,10 Meter       | 2 → 250 PS                 | 10,0 kn | Neubau         | → Kriegseinsatz              |
| 1942 → 1944                              | HINDENBURG (III)     | KRB 201  | 13-m-Serie        | 1 → 150 PS                 | 8,5 kn  | Neubau         | → Spiekeroog                 |
| 1945 → 1948                              | DANIEL DENKER        | KRD 430  | 15,0 Meter        | 1 → 125 PS                 | 9,5 kn  | Helgoland      | → Fedderwardersiel           |
| 1946 → 1948                              | BRAKE                | KRD 405  | 12,5 Meter        | 1 → 50 PS                  | 7,5 kn  | List           | ausgemustert                 |
| 1944 → 1958                              | HINDENBURG (IV)      | KRA 101  | 17,5 Meter        | 2 → 300 PS                 | 10,5 kn | Neubau         | → Dithmarschen               |
| Stationierung von Seenotrettungskreuzern |                      |          |                   |                            |         |                |                              |
| 1958 → 1965                              | RUHR-STAHL           | KRS 3    | 23,2-Meter-Klasse | 3 → 1.750 PS               | 20 kn   | Neubau         | → Amrum                      |
| 1965 → 1985                              | ARWED EMMINGHAUS     | KRS 07   | 26-Meter-Klasse   | 3 → 2.400 PS               | 24 kn   | Neubau         | → Grömitz                    |
| 1985 → 2017                              | HERMANN HELMS        | KRS 15   | 27,5-Meter-Klasse | 3 → 3.292 PS               | 23 kn   | Neubau         | ausgemustert                 |
| seit 2017                                | ANNELIESE KRAMER     | SK 37    | 28-Meter-Klasse   | 2 → 3.916 PS               | 24 kn   | Neubau         | auf Station                  |

Quellen: 

## Galerie der letzten Rettungseinheiten

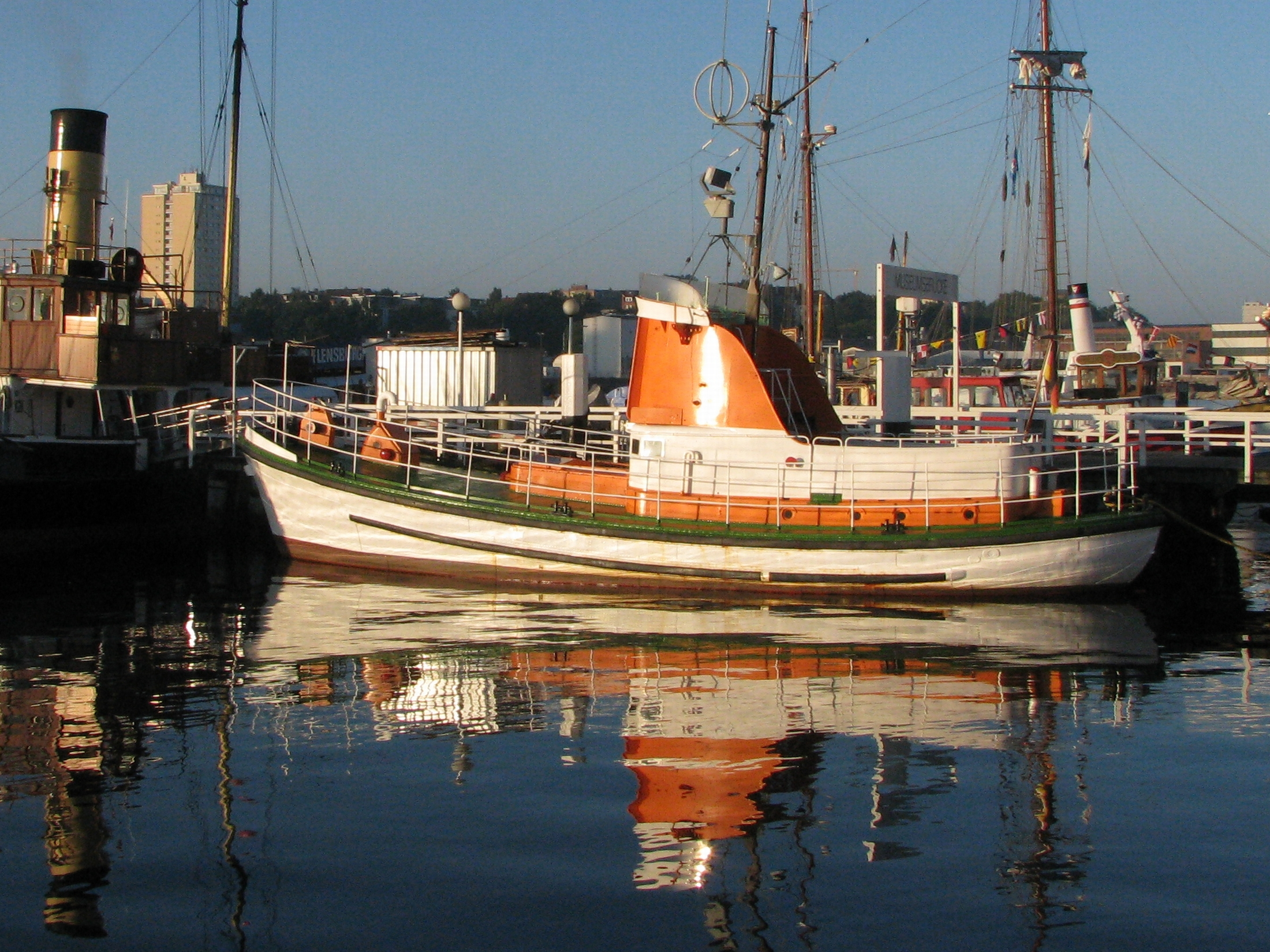
HINDENBURG (IV)
RUHR-STAHL
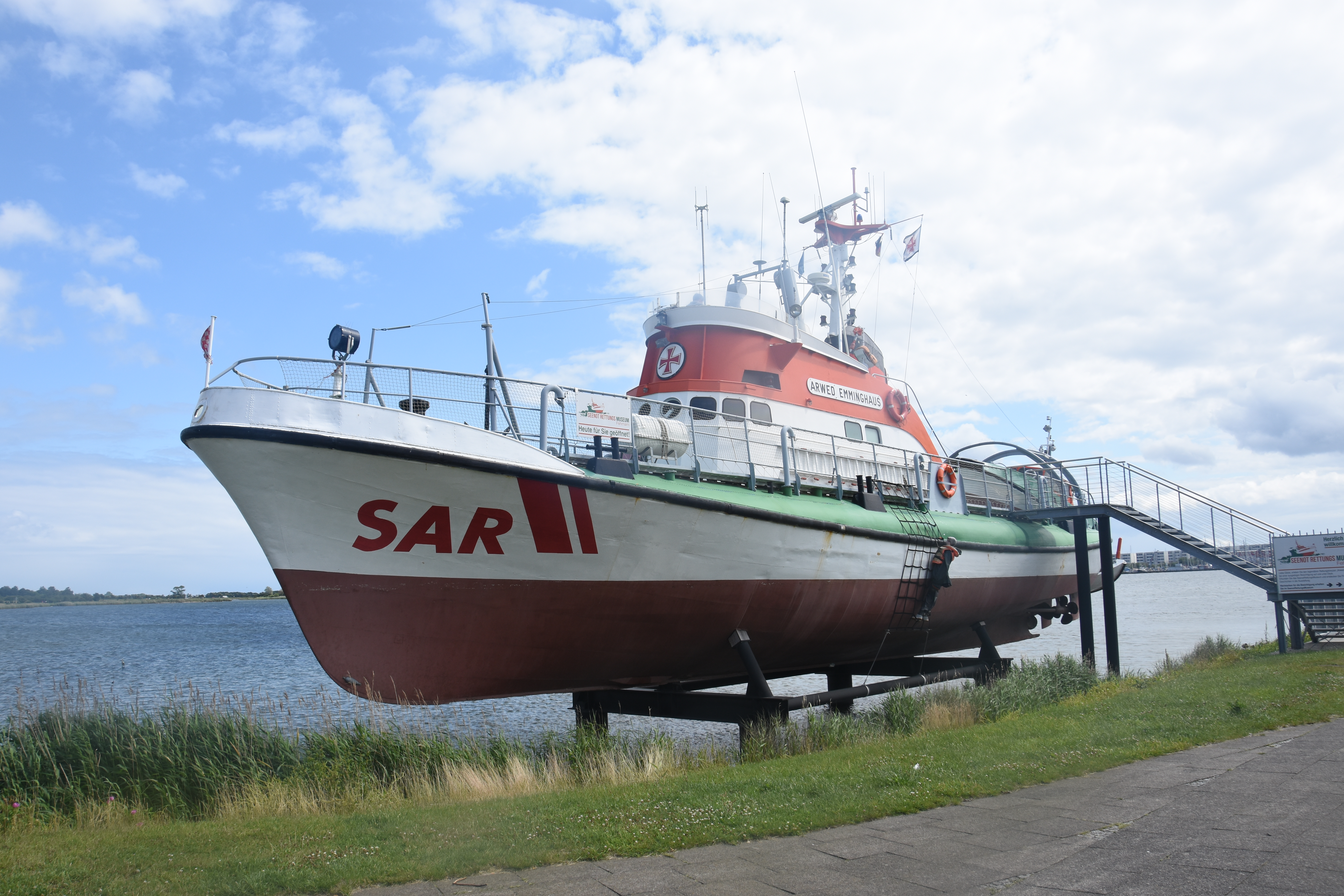
ARWED EMMINGHAUS
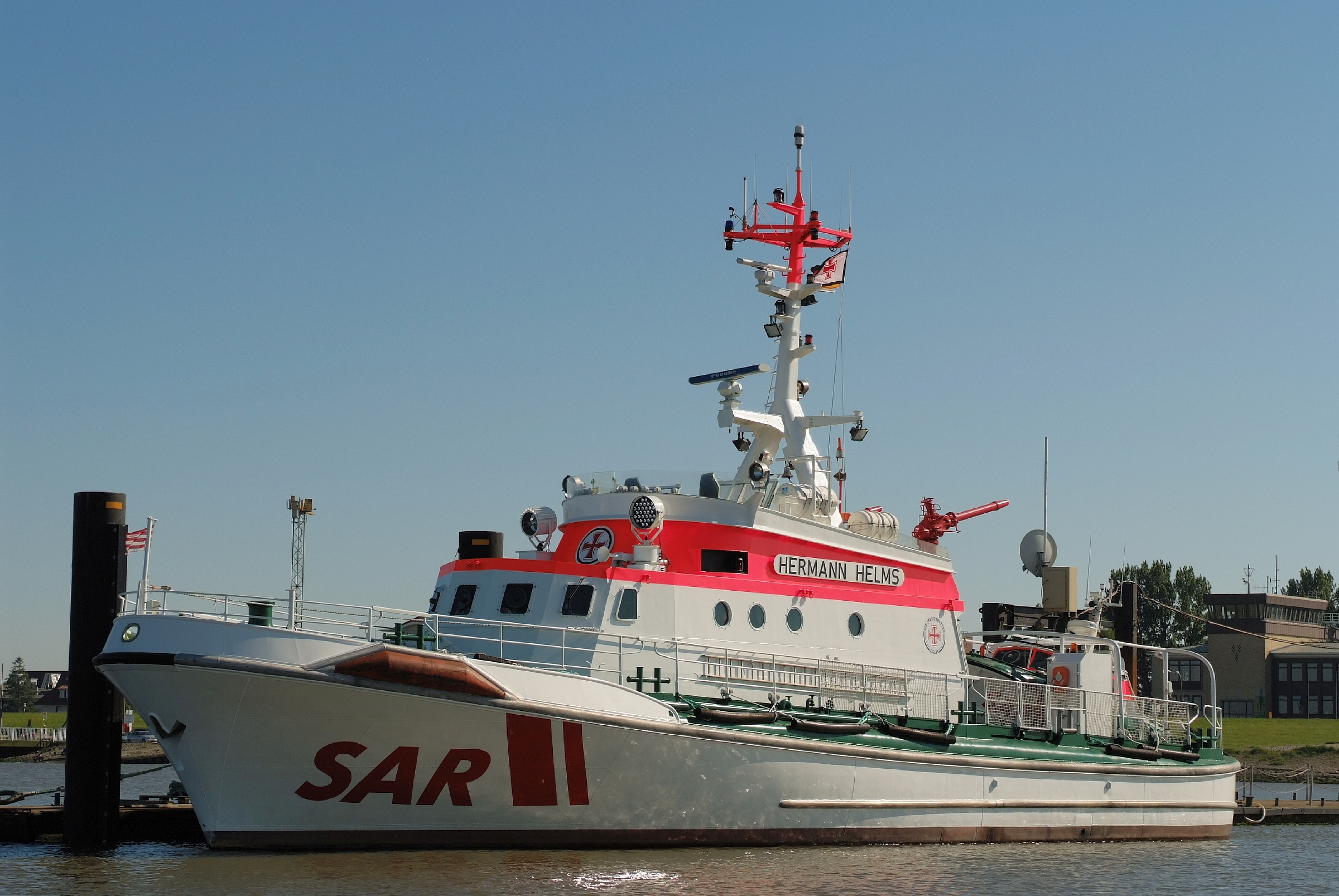
HERMANN HELMS